# Dipartimento di Divo
Il dipartimento di Divo è un dipartimento della Costa d'Avorio. È situato nella regione di Lôh-Djiboua, distretto di Gôh-Djiboua.
Nel censimento del 2014 è stata rilevata una popolazione di 380.220 abitanti. 
Il dipartimento è suddiviso nelle sottoprefetture di Chiépo, Didoko, Divo, Hiré, Nébo, Ogoudou e Zégo.